# 伯奧克鎮區 (堪薩斯州多尼芬縣)
伯奧克鎮區（英語：Burr Oak Township）為美國堪薩斯州多尼芬縣轄下的鎮區。2010年美国人口普查中該鎮區人口有159人。

## 地理
伯奧克鎮區涵蓋總面積為83.32平方（32.17平方英里）。境內無已建制地區。

### 墓園
根據美國地質調查局的資料，此鎮區擁有4座墓園：
- 哥倫布墓園（Columbus Cemetery）
- 傑克遜墓園（Jackson Cemetery）
- 莫斯科墓園（Moskau Cemetery）
- 舊霍姆墓園（Old Home Cemetery）

### 溪流
通過此鎮區的溪流有：
- 史密斯溪（Smith Creek）

## 人口統計
根據2010年美國人口普查，伯奧克鎮區人口有159人，住房77戶，人口密度為1.91人/每平方公里。此鎮區居民之種族中，白人佔95.6%，非裔美國人佔4.4%，美洲原住民佔0%，亞裔美國人佔0%，太平洋島裔美國人佔0%，其他種族佔0%，混血種族則佔0%。而西班牙裔或拉丁裔美國人佔此鎮區人口的3.14%。

## 外部連結
- City-Data.com（页面存档备份，存于）